# Toxicodendron acuminatum
Toxicodendron acuminatum là một loài thực vật có hoa trong họ Đào lộn hột. Loài này được (DC.) C.Y. Wu & T.L. Ming miêu tả khoa học đầu tiên năm 1980.